# Lá sustenido menor
Lá sustenido menor (abreviatura no sistema europeu Lá♯ m e no americano A♯m) é a tonalidade que consiste na escala menor de lá sustenido e contém as notas lá sustenido, si sustenido, dó sustenido, ré sustenido, mi sustenido, fá sustenido, sol sustenido e lá sustenido. A sua armadura contém, pois, sete sustenidos. A sua tonalidade relativa é dó sustenido maior e a sua paralela lá sustenido maior (enarmônica de si bemol maior). As alterações para as versões melódicas e harmônicas são escritas se forem necessárias. É enarmônica de si bemol menor.